# 5-я дивизия тяжёлой кавалерии (Первая империя)
5-я дивизия тяжёлой кавалерии (фр. 5e division de grosse cavalerie), иногда также 5-я драгунская дивизия (фр. 5e division de dragons) — кавалерийская дивизия Франции периода наполеоновских войн.

## История дивизии
Дивизия сформирована 25 декабря 1811 года в составе Эльбского обсервационного корпуса.
С 15 февраля 1812 года в составе 1-го кавалерийского корпуса Великой Армии.
6 февраля 1813 года была расформирована.
Воссоздана 13 октября 1813 года в составе 5-го кавалерийского корпуса.
18 ноября 1813 года по причине огромных потерь, понесённых в Битве народов, Император реорганизовал французскую армию. Дивизия сменила номер на 3-й.
Восстановлена 19 февраля 1814 года в результате переименования 1-й драгунской дивизии, прибывшей с Пиренейского полуострова.

## Подчинение и номер дивизии
- 5-я дивизия тяжёлой кавалерии 1-го корпуса резервной кавалерии Великой Армии (15 февраля 1812 года);
- 5-я дивизия тяжёлой кавалерии 5-го корпуса резервной кавалерии Великой Армии (13 октября 1813 года);
- 5-я дивизия тяжёлой кавалерии 6-го корпуса резервной кавалерии Великой Армии (19 февраля 1814 года).

## Командование дивизии

### Командиры дивизии
- дивизионный генерал Жан-Батист Валанс (30 декабря 1811 – 25 сентября 1812)
- бригадный генерал Николя Рено (25 сентября 1812 – 6 февраля 1813)
- дивизионный генерал Самюэль Леритье (13 октября 1813 – 18 ноября 1813)
- дивизионный генерал Шарль Трейяр (19 февраля 1814 – 12 мая 1814)

### Начальники штаба дивизии
- полковник штаба Жак Россиньоль (23 октября 1811 – 3 ноября 1812)

## Состав дивизии
штаб дивизии
6-й кирасирский полк (фр. 6e régiment de cuirassiers)
в составе дивизии с момента её формирования, и до 6 февраля 1813 года.
11-й кирасирский полк (фр. 11e régiment de cuirassiers)
в составе дивизии с момента её формирования, и до 6 февраля 1813 года.
12-й кирасирский полк (фр. 12e régiment de cuirassiers)
в составе дивизии с момента её формирования, и до 6 февраля 1813 года.
5-й шеволежерский полк (фр. 5e régiment de chevau-légers lanciers)
в составе дивизии со 2 января 1812 года, и до 6 февраля 1813 года.
2-й драгунский полк (фр. 2e régiment de dragons)
в составе дивизии с 13 октября 1813 года, и до 18 ноября 1813 года.
6-й драгунский полк (фр. 6e régiment de dragons)
в составе дивизии с 13 октября 1813 года, и до 18 ноября 1813 года.
11-й драгунский полк (фр. 11e régiment de dragons)
в составе дивизии с 13 октября 1813 года, и до 18 ноября 1813 года.
13-й драгунский полк (фр. 13e régiment de dragons)
в составе дивизии с 13 октября 1813 года, и до 18 ноября 1813 года.
15-й драгунский полк (фр. 15e régiment de dragons)
в составе дивизии с 13 октября 1813 года, и до 18 ноября 1813 года.

## Организация дивизии
На 1 июля 1812 года:
- 1-я бригада (командир – бригадный генерал Николя Рено)
  - 6-й кирасирский полк (командир – полковник Изидор Мартен)
- 2-я бригада (командир – бригадный генерал Огюст Дежан)
  - 11-й кирасирский полк (командир – полковник Пьер Дюкло)
- 3-я бригада (командир – бригадный генерал Шарль Лагранж)
  - 12-й кирасирский полк (командир – полковник Луи Матвон де Кюрньё)
  - 1-й эскадрон 5-го шеволежерского полка (командир эскадрона Герен)

На 13 октября 1813 года:
- 1-я бригада (командир – бригадный генерал Матьё Кёно)
  - 2-й драгунский полк (командир – полковник Лоран Оффмайер)
  - 6-й драгунский полк (командир – полковник Клод Мюнье)
  - 11-й драгунский полк (командир – полковник Франсуа Тевене д’Ау)
- 2-я бригада (командир – бригадный генерал Жан Коллер)
  - 13-й драгунский полк (командир – полковник Жан-Сильвестр Жоанн)
  - 15-й драгунский полк (командир – полковник Жан-Клод Будинон-Вальдек)

На 19 февраля 1814 года:
- 1-я бригада (командир – бригадный генерал Пьер Имер)
  - 4-й драгунский полк
  - 14-й драгунский полк
  - 26-й драгунский полк
- 2-я бригада (командир – бригадный генерал Франсуа Ормансе)
  - 17-й драгунский полк
  - 24-й драгунский полк
  - 27-й драгунский полк